# Десанты в Радуевац и Прахово
Десанты в Радуевац и Прахово — тактические десанты советской Дунайской военной флотилии, осуществлённые   29 и 30 сентября 1944 года в ходе Белградской наступательной операции во время Великой Отечественной войны.

## План операции
28 сентября 1944 года войска 3-го Украинского фронта (командующий Маршал Советского Союза Ф. И. Толбухин) начали Белградскую наступательную операцию. В районе болгаро-югославской границы немецкие войска оперативной группы «Сербия» (командующий генерал пехоты Ганс Фельбер) из состава группы армий «Ф» (командующий генерал-фельдмаршал Максимилиан фон Вейхс) занимали мощный оборонительный район по рекам Дунай и Тимок с укреплёнными опорными пунктами в районе югославских городов Радуевац, Неготин и посёлка Прахово. Этот район прикрывал единственный проход через Восточно-Сербские горы на пути к Белграду с юго-востока.
Задача прорвать данный оборонительный район и создать условия для наступления на Белград была возложена на 57-ю армию (командующий генерал-лейтенант Н. А. Гаген) и Дунайскую военную флотилию (командующий вице-адмирал С. Г. Горшков). Командующий армией принял решение окружить укрепрайон ударами 113-й и 23-й стрелковых дивизий с юго-востока и 75-го стрелкового корпуса с северо-запада, с последующим его расчленением и уничтожением. Флотилия должна была высадить десанты в Радуевац и Прахово для содействия наступлению войск армии, захватить опорные пункты на берегу Дуная, а также оказывать артиллерийскую поддержку наступающим войскам на приречном фланге.

## Десант в Радуевац
Наступление в первый день операции развивалось медленно: опираясь на заранее созданный оборонительный район, противник оказывал упорное сопротивление. Катера и артиллерия флотилии вели артобстрел вражеских позиций, поддерживая атаки сухопутных войск. Для ускорения наступления, вечером 28 сентября командующий армией отдал приказ о высадке десанта в Радуевац с целью захвата там плацдарма и дальнейшего наступления одной группой на юго-восток навстречу наступающим войскам, а другой группой — в глубину вражеской обороны на Прахово.
Высадку производили катера Керченской бригады бронекатеров (командир Герой Советского Союза капитан 2 ранга П. И. Державин, он же руководитель операции). В отряд высадки входили 2 бронекатера, в отряд огневой поддержки — 3 бронекатера, для дальнейшей поддержки десанта подготовлены ещё 9 бронекатеров. Состав десанта — стрелковая рота из состава 113-й стрелковой дивизии (120 человек). Артподдержка десанта возложена на Береговой отряд сопровождения флотилии (командир майор Я. Д. Пасмуров, 4 122-мм орудия и 6 76-мм орудий).
В 02:40 29 сентября корабли вышли в район выполнения задачи. Около получаса по участку высадки велась артподготовка, после 04:00 десант был высажен в намеченном районе. Неожиданная и стремительная атака десанта навстречу наступающим войскам вызвала панику в войсках противника. При непрерывной артподдержке бронекатеров и береговой артиллерии, первая группа вышла в тыл линии обороны противника и около 07:00 соединилась с наступавшими частями 113-й стрелковой дивизии. В образовавшийся прорыв немедленно были введены дополнительные войска. К тому времени вторая группа десанта в 06:30 ворвалась в Радуевац и вынудила бывшие там немецкие части в панике покинуть город. Вскоре в него также вошли советские сухопутные части. Наступление на придунайском фланге приобрело стремительный характер, и уже во второй половине дня 29 сентября укреплённый район противника был почти полностью окружен.

## Десант в Прахово
С целью отвлечь внимание врага от места завершающего удара, командующий 57-й армией приказал высадить десант в Прахово. К тому времени было установлено, что предвидя такую возможность, немцы затопили на подходах к посёлку речные баржи и корабли. 
Соответственно, высадка десанта в тёмное время исключалась. Было принято решение десантироваться днём 30 сентября, при этом для максимально полного подавления вражеской обороны во избежание потерь десанта на подходе к пункту высадки и при его высадке штабу флотилии передавались несколько батарей армейской артиллерии. На подготовительном этапе в ночь на 30 сентября разведотряд штаба флотилии, командир Калганов, В. А., "Борода", под артиллерийским и миномётным огнём на шлюпках и моторных лодках разведал безопасный проход, одновременно высаженная на берег разведгруппа захватила двух пленных, давших сведения об обороне Прахово.
В 17:15 30 сентября отряд высадки (2 бронекатера с десантом, 2 бронекатера поддержки, катер разведотдела) вышли к Прахово. При подходе десантного отряда артиллерия обстреляла участок высадки, затем перенесла огонь на немецкие позиции, создав огневую завесу вокруг участка высадки. В 18:00 десант (60 человек) был высажен в 1 километре от Прахово. Катера остались на реке и поддерживали десант артиллерийско-пулемётным огнём. К 19:40 отряд ворвался в Прахово, к 20:30 посёлок был освобождён.

## Результаты десантов
Задача операции была выполнена — враг снял часть сил с сухопутных участков фронта и перебросил их к Прахово. Используя это обстоятельство, войска 68-го и 75-го стрелковых корпусов вечером 30 сентября соединились в районе города Штубик, завершив окружение оборонявшейся группировки противника. К полуночи 30 сентября передовые отряды этих корпусов вышли к Прахово и соединились с десантом. Уничтожение оборонительного района открыло войскам фронта путь на Белград.
В Радуеваце и Прахово десантниками было захвачено 18 орудий и миномётов, 11 пулемётов, 7 складов, в порту Прахово — 9 нефтеналивных барж с дизельным топливом, на аэродроме — 4 исправных самолёта, на станции Радуевац — 45 железнодорожных вагонов. Только в бою за Прахово убито 55 солдат противника. Флотилия потерь в кораблях не имела.
В ходе операции был достигнут хороший уровень взаимодействия морских и сухопутных сил: действия флотилии оказали огромную поддержку наступавшим частям, а наступление сухопутных войск, в свою очередь, позволило даже малочисленным десантам успешно выполнить важные боевые задачи. С самой положительной стороны проявили себя бронекатера, получившие в войсках уважительное прозвище «речные танки».